# Linha do tempo da eleição presidencial nos Estados Unidos em 2024
Esta é uma linha do tempo dos principais eventos que antecederam, ocorreram durante e após a eleição presidencial dos Estados Unidos de 2024, na qual Donald Trump foi eleito para um segundo mandato não consecutivo. Esta foi a primeira eleição presidencial a ser realizada com dados populacionais do censo de 2020. Além das datas mandatadas pelas leis federais relevantes, como as da Constituição dos EUA e da Lei de Contagem Eleitoral, vários marcos têm sido consistentemente observados desde a adoção das conclusões da Comissão McGovern-Fraser de 1971.

## 2020
- 7 de novembro: Joe Biden é declarado vencedor da eleição presidencial de 2020 por um consenso dos principais meios de comunicação projetando os resultados, derrotando o presidente em exercício Donald Trump.
- 18 de dezembro: A Suprema Corte dos EUA entrega sua decisão per curiam em Trump v. New York em relação ao censo dos Estados Unidos de 2020, permitindo efetivamente que o memorando presidencial de julho de 2020 de Trump permaneça, o qual ordenava ao Departamento de Comércio que excluísse as contagens estimadas de imigrantes ilegais. A decisão per curiam anulou a decisão anterior do Tribunal Distrital dos EUA com base no fato de que o caso era prematuro devido à falta de legitimidade e maturidade. O juiz Stephen Breyer apresenta uma dissidência, acompanhada pelos juízes Sonia Sotomayor e Elena Kagan, argumentando que a Corte deveria ter considerado o caso.[1][2]
- 31 de dezembro: O Departamento do Censo dos EUA perde o prazo para entregar os resultados do censo de 2020 e as novas contagens de repartição ao presidente em exercício Donald Trump.[3]

## 2021
- 6 de janeiro: Ataque ao Capitólio dos Estados Unidos: apoiadores de Trump atacam e invadem o edifício do Capitólio na tentativa de interromper a contagem dos votos eleitorais.[4]
- 13 de janeiro: O presidente Trump é impeachment pela segunda vez em relação aos eventos ocorridos na semana anterior.
- 20 de janeiro: Joe Biden toma posse como o 46º presidente dos Estados Unidos, junto com Kamala Harris como a 49ª vice-presidente.
- 13 de fevereiro: Trump é absolvido pelo Senado, mantendo sua elegibilidade para uma candidatura à reeleição não consecutiva.
- 26 de abril: São divulgadas as figuras de repartição do censo de 2020, determinando a distribuição dos votos eleitorais para as eleições de 2024 e 2028.
- 26 de junho: Trump inicia uma série de comícios de estilo de campanha.[5]
- 20 de novembro: O presidente Biden e alguns de seus assessores informam a alguns aliados que ele planeja concorrer novamente em 2024.[6]

## 2022
- 19 de janeiro: O presidente Biden compromete-se a manter a vice-presidente Kamala Harris como sua companheira de chapa em 2024.[7]
- 27 de fevereiro: O ex-presidente Donald Trump vence a pesquisa informal do CPAC de 2022 por mais de 30 pontos.[8]
- 8 de março: A ex-secretária de Estado Hillary Clinton declara que não concorrerá novamente em 2024.[9]
- 10 de março: Corey Stapleton, ex-secretário de Estado de Montana, anuncia que formou um comitê exploratório formal para uma possível candidatura à presidência.[10]
- 16 de março: Donald Trump anuncia que, se concorrer à reeleição, seu ex-vice-presidente Mike Pence não será seu companheiro de chapa.
- 9 de abril: Oficiais de inteligência dos EUA sugerem que o presidente russo Vladimir Putin pode lançar outra campanha para interferir na eleição presidencial, similar a 2016 e 2020.[11]
- 14 de abril: O CNR vota por unanimidade retirar-se da Comissão de Debates Presidenciais.
- 15 de abril: O CNR endossa priorizar o status de "primeiro nação" de Iowa e Nova Hampshire.[12]
- 24 de junho: Em Dobbs v. Jackson Women's Health Organization, a Suprema Corte dos Estados Unidos declara que a Constituição não confere o direito ao aborto.[13] A decisão é recebida com controvérsia, tornando o aborto um tema polêmico em todo o país.[14][15]
- 6 de julho: A propagandista russa Olga Skabeyeva sugeriu que a Rússia poderia trabalhar para reinstalar Trump como presidente em 2024.[16]
- 14 de julho: Em uma entrevista com Olivia Nuzzi do Intelligencer, Trump afirma que já decidiu concorrer novamente e está considerando se deve declarar "antes ou depois" das eleições de meio de mandato.[17]
- 5 de agosto: O CNR nomeia Milwaukee como o local para a Convenção Nacional Republicana de 2024.
- 8 de agosto: O FBI executa um mandado de busca em Mar-a-Lago relacionado a uma investigação criminal sobre o ex-presidente Trump.[18][19]
- 19 de agosto: O filósofo e candidato perene Jerome Segal anuncia sua campanha presidencial, tornando-se o primeiro candidato confirmado para as primárias democratas de 2024.[20]
- 8 de novembro: Eleições de meio de mandato: O Partido Democrata mantém o controle do Senado dos EUA, conquistando um assento na Pensilvânia, enquanto o Partido Republicano assume o controle da Câmara dos Representantes com um ganho líquido de nove assentos, restaurando a maioria que haviam perdido nas eleições de 2018.[21]
- 11 de novembro: O ex-secretário de Estado de Montana, Corey Stapleton, declara sua intenção de concorrer à presidência em 2024 como republicano, tornando-se o primeiro candidato confirmado para as primárias republicanas de 2024.[22][23]
- 15 de novembro: O ex-presidente Donald Trump anuncia sua candidatura em um comício em frente ao seu resort Mar-a-Lago em Palm Beach, Flórida.[24][25]
- 18 de novembro: O Procurador-Geral dos EUA, Merrick Garland, abre uma investigação sobre o papel do ex-presidente Trump no ataque ao Capitólio dos EUA e no manuseio de documentos do governo, liderada pelo conselheiro especial Jack Smith.
- 18 a 22 de novembro: A conferência da Coalizão Judaica Republicana, considerada o primeiro grande evento "cattle call" do ciclo, ocorre em Las Vegas, Nevada.
- 20 de novembro:
  - A ex-governadora da Carolina do Sul e embaixadora na ONU, Nikki Haley, anuncia que está considerando concorrer à presidência.[26]
  - O rapper e candidato de 2020, Kanye West, confirma informalmente sua campanha de 2024 ao responder perguntas de paparazzi.[27]
- 22 de novembro: Kanye West se encontra com Donald Trump em Mar-a-Lago, junto com o supremacista brancoNick Fuentes, em que West supostamente ofereceu a Trump ser seu companheiro de chapa.[28][29]
- 1 a 3 de dezembro: O comitê de regras e estatutos do DNC se reúne para finalizar o cronograma das primárias para o próximo ciclo.[30]
- 15 de dezembro: Com base no envolvimento de Trump no ataque ao Capitólio em 6 de janeiro, o congressista David Cicilline apresenta um projeto de lei que impediria Trump de concorrer a um cargo público novamente sob a Seção 3 da Décima Quarta Emenda, que desqualifica candidatos presidenciais que participaram de insurreição contra os Estados Unidos.[31]
- 29 de dezembro: O presidente Biden assina a Lei de Reforma da Contagem Eleitoral e Melhoria da Transição Presidencial, adicionando e revisando os procedimentos realizados para a contagem dos votos eleitorais e o processo de transição presidencial.[32]

## 2023

### Janeiro 2023
- 6 de janeiro: John Anthony Castro, um candidato presidencial menor, entra com uma ação judicial federal contra Donald Trump alegando a inelegibilidade de sua candidatura.[33]
- 26 de janeiro: A Legislatura de Michigan aprova um projeto de lei que muda a data da primária presidencial do estado para fevereiro, o que viola as regras do Partido Republicano e pode desqualificar seus delegados.[34]

### Fevereiro 2023
- 4 de fevereiro: O Comitê Nacional Democrata aprova um novo calendário de primárias, movendo a Carolina do Sul para 3 de fevereiro, seguida por Nevada e Nova Hampshire em 6 de fevereiro, Geórgia em 13 de fevereiro e Michigan em 27 de fevereiro. Iowa, que tradicionalmente é a primeira, será realizada mais tarde na temporada de primárias.[35][36] O DNC dá à Geórgia e a Nova Hampshire um prazo estendido até junho para modificar suas leis estaduais para que possam cumprir as novas datas (a lei estadual de Nova Hampshire os obriga a realizar a primeira primária do país, enquanto a lei estadual da Geórgia exige que realizem as primárias Democrata e Republicana no mesmo dia), mas é improvável que isso aconteça, já que ambos os estados têm legislaturas estaduais controladas pelos republicanos.[37]
- 14 de fevereiro: A ex-embaixadora da ONU e Governadora da Carolina do Sul Nikki Haley anuncia sua candidatura à indicação presidencial republicana.[38]
- 21 de fevereiro: O autor e empresário Vivek Ramaswamy anuncia sua candidatura à indicação presidencial republicana.[39]

### Março 2023
- 1–4 de março: A Conferência de Ação Política Conservadora de 2023 (Conservative Political Action Conference) é realizada em National Harbor, Maryland, com os candidatos Trump, Haley e Ramaswamy participando como palestrantes.[40]
- 2 de março: O empresário Perry Johnson anuncia sua campanha fora do CPAC após gastar seu próprio dinheiro em Comerciais do Super Bowl promovendo sua candidatura no mês anterior.[41]
- 3 de março: O DNC declara seu total apoio à reeleição do Presidente Biden, afirmando que não planejam realizar debates oficiais.[42]
- 4 de março:
  - A autora Marianne Williamson anuncia sua campanha para a indicação presidencial democrata como a primeira grande desafiante do presidente Biden.[43]
  - Trump vence a pesquisa de opinião do CPAC de 2023, liderando o possível candidato Ron DeSantis por 42 pontos.[44]
- 5 de março: O ex-Governador de Maryland Larry Hogan declara que não concorrerá à indicação presidencial republicana em 2024.[45]
- 6 de março: De acordo com fontes próximas a Donald Trump, o Axios relata uma lista curta de possíveis candidatos para seu companheiro de chapa, incluindo a ex-embaixadora da ONU Nikki Haley, a ex-âncora de notícias Kari Lake, a governadora de Dakota do Sul Kristi Noem e a governadora do Arkansas Sarah Huckabee Sanders.[46]
- 16 de março: O candidato presidencial independente de 2016 Joe Exotic anuncia que está concorrendo à presidência a partir da prisão federal.[47]
- 18 de março: O Fórum Vision '24 do Palmetto Family Council é realizado em Charleston, Carolina do Sul, com a presença de Haley e do possível candidato Tim Scott.[48]
- 30 de março: O ex-presidente Donald Trump é indiciado por um grande júri de Manhattan por seu escândalo de dinheiro secreto com Stormy Daniels.[49]

### Abril de 2023
- 2 de abril:
  - O ex-governador do Arkansas Asa Hutchinson anunciou informalmente sua candidatura durante uma entrevista exclusiva com ABC News Jonathan Karl.[50]
  - No Labels, uma organização política centrista que defende a bipartidarismo, começou a explorar opções para apoiar um bilhete de unidade na eleição presidencial.[51]
- 4 de abril: O ex-presidente Donald Trump se entregou e se declarou inocente de todas as 34 acusações de crime em Nova York.[52]
- 5 de abril: O ativista Chase Oliver, ex-presidente do Partido Libertário de Atlanta, anunciou sua campanha para as Primárias presidenciais do Partido Libertário de 2024.[53]
- 6 de abril:
  - Robert F. Kennedy Jr. registra sua candidatura para desafiar Biden nas primárias democratas de 2024.[54]
  - A Legislatura de Idaho aprova o Projeto de Lei 138 da Câmara, mudando a data da primária presidencial do estado para maio, eliminando também a data original da primária em março.[55][56]
- 11 de abril: O Partido Democrata anuncia que sua convenção será realizada em Chicago, Illinois.[57]
- 12 de abril: O Senador da Carolina do Sul, Tim Scott, anuncia a formação de um comitê exploratório para possivelmente concorrer à presidência.[58]
- 14 de abril:
  - O ex-Secretário de Estado dos Estados Unidos Mike Pompeo decide não concorrer à nomeação presidencial republicana.[59]
  - The Daily Beast relata que a campanha de Kanye West está estagnada há meses devido a brigas internas entre os funcionários e a falta de interesse geral de West.[60]
- 14-15 de abril: A National Rifle Association realiza sua Reunião Anual e Exposição de 2023 em Indianapolis, com vários candidatos presidenciais presentes.[61]
- 19 de abril: Robert F. Kennedy Jr., advogado ambientalista e filho de Robert F. Kennedy, anuncia formalmente sua campanha presidencial em um evento de lançamento em Boston.[62]
- 20 de abril: Larry Elder, comentarista político conservador e ex-candidato a governador da Califórnia, anuncia sua candidatura às Primárias presidenciais do Partido Republicano de 2024.[63]
- 23 de abril: O evento anual de início de primavera da Iowa Faith and Freedom Coalition é realizado em Clive, e conta com a presença de vários candidatos presidenciais republicanos atuais e potenciais.
- 25 de abril:
  - Joe Biden anuncia formalmente sua candidatura à reeleição.[64]
  - Trump levanta dúvidas sobre sua participação nos debates das primárias no Truth Social, dizendo que não queria se sujeitar a "ser difamado e abusado".
- 26 de abril: Asa Hutchinson anuncia formalmente sua candidatura durante um comício em Bentonville, Arkansas.

### Maio de 2023
- 3 de maio: Forbes relata que a campanha de Ramaswamy pagou um editor para alterar sua página na Wikipedia, removendo suas conexões com George Soros.[65]
- 4 de maio: Secretário de Estado da Geórgia Brad Raffensperger agenda a primária democrática da Geórgia para 12 de março, negando o pedido do DNC para uma data separada em 13 de fevereiro.[66]
- 6 de maio: Jerome Segal suspende sua campanha presidencial para candidatar-se ao Senado dos EUA por Maryland.[67]
- 9 de maio: Trump é considerado responsável por abusar sexualmente e difamar a autora E. Jean Carroll e é condenado a pagar 5 milhões de dólares em danos.[68]
- 10 de maio: CNN realiza uma assembleia ao vivo com Donald Trump, sendo a primeira vez dele em uma grande rede, além da Fox News, desde outubro de 2020.[69][70]
- 19 de maio: Senador Tim Scott apresenta a documentação para concorrer à presidência.[71]
- 22 de maio: Tim Scott lança oficialmente sua campanha presidencial com um comício em sua alma mater, Charleston Southern University.[72]
- 24 de maio: Após meses de especulação, o governador da Flórida Ron DeSantis lança sua campanha presidencial em uma entrevista com Elon Musk através do Twitter Spaces.[73][74]
- 31 de maio: O Partido Republicano de Nevada entra com um processo contra o Secretário de Estado de Nevada por mudar os concursos presidenciais de Nevada de um caucus para uma primária.[75]

### Junho de 2023
- 2 de junho: O CNR define regras para o seu primeiro debate presidencial, exigindo que os candidatos atraiam 40.000 doadores únicos com um limite de pesquisa de 1%.[76]
- 3 de junho:
  - Candidatos republicanos comparecem ao evento de arrecadação de fundos Roast and Ride da Senadora Joni Ernst em Des Moines, Iowa.[77]
  - O Partido Americano da Solidariedade nomeia Peter Sonski, um membro do conselho escolar de Connecticut, como seu candidato presidencial para a eleição de 2024.[78]
- 4 de junho: A conta do Instagram de Robert F. Kennedy Jr. é reativada após ter sido suspensa em fevereiro de 2021 por compartilhar desinformação sobre a vacina contra a COVID-19.[79]
- 5 de junho:
  - O ex-Vice-presidente Mike Pence, que serviu sob Trump, registra sua candidatura à presidência.[80]
  - O Governador de Nova Hampshire Chris Sununu declara que não concorrerá à indicação presidencial republicana em 2024, após ter expressado interesse anteriormente.[81]
  - O filósofo Cornel West anuncia que está concorrendo à presidência como candidato do Partido do Povo.[82]
- 6 de junho: O ex-Governador de Nova Jérsia e candidato de 2016 Chris Christie anuncia que está concorrendo à presidência em um evento no Saint Anselm College.[83]
- 7 de junho:
  - Mike Pence anuncia formalmente sua campanha presidencial em um evento de lançamento em Ankeny, Iowa, no seu 64º aniversário.[84]
  - O Governador de Dakota do Norte Doug Burgum anuncia sua campanha presidencial com um comício em Fargo, tornando-se o primeiro nascido em seu estado a concorrer à presidência.[85][86]
- 8 de junho: O ex-presidente Donald Trump é indiciado uma segunda vez por acusações decorrentes da investigação especial de Smith.[87]
- 10 de junho: O Partido Republicado de Michigan aprova um plano para conceder a maioria dos delegados com base em reuniões de caucus distritais em março, realizadas após a primária em fevereiro.[88]
- 11 de junho: Uma pesquisa da Suffolk University revela que 8 em cada 10 eleitores democratas gostariam de ver Biden debater outros candidatos primários democratas.[89]
- 13 de junho: O ex-presidente Donald Trump se entrega e se declara inocente de todas as 37 acusações de crimes em um tribunal federal em Miami.[90]
- 14 de junho:
  - Cornel West anuncia sua intenção de buscar a nomeação do Partido Verde para construir uma "estratégia de coalizão."[91]
  - O Prefeito de Miami Francis Suarez registra sua candidatura presidencial na Comissão Federal de Eleições.[92]
- 15 de junho:
  - Francis Suarez faz um anúncio oficial para sua candidatura presidencial na Biblioteca Presidencial Ronald Reagan.[93]
  - Em uma entrevista no The Joe Rogan Experience, Kennedy expressa a crença de que pode ser assassinado pela Agência Central de Inteligência.[94]
  - O No Labels afirma que não lançará um candidato de terceira parte se Biden estiver "muito à frente" de Trump na primavera, insistindo que não querem correr o risco de estragar a eleição a favor de Trump.[95]
- 17 de junho: O presidente Joe Biden inicia sua campanha em um comício em Filadélfia.[96]
- 20 de junho: Em uma entrevista com Bret Baier, Trump declara que não se comprometeu a participar do primeiro debate primário.[97]
- 22 de junho: O ex-deputado Will Hurd anuncia sua candidatura presidencial.[98]
- 22–24 de junho: A Faith and Freedom Coalition realiza uma conferência de políticas em Washington, D.C., com todos os principais candidatos republicanos, exceto Burgum, presentes.[99]
- 23 de junho: Will Hurd declara que não assinará o compromisso do RNC para apoiar o eventual indicado, desqualificando-se dos debates primários.[100]
- 26 de junho: O Partido Republicado de Idaho vota para aprovar um caucus presidencial em março para seu processo de nomeação presidencial.[101]
- 29 de junho: Pence visita Ucrânia e se encontra com o Presidente Volodymyr Zelenskyy, diferenciando-se de seus outros rivais republicanos à presidência.[102]
- 30 de junho – 1 de julho: Moms for Liberty realiza sua Cúpula Nacional Joyful Warriors no centro de Filadélfia.[103]

### Julho de 2023
- 6 de julho: O Partido Republicano da Flórida anuncia um requisito para que os candidatos assinem um compromisso de apoio ao eventual indicado para aparecer na cédula primária do estado.[104]
- 7 de julho: DeSantis declara que participará do primeiro debate primário, independentemente de Trump decidir comparecer ou não.[105]
- 8 de julho: O Partido Republicano de Iowa determina a data para seus caucuses presidenciais para 15 de janeiro, a data mais cedo desde os caucuses presidenciais de 2012.[106]
- 10 de julho: A campanha de Doug Burgum começa a oferecer cartões-presente de $20 aos apoiadores que doarem pelo menos $1 como tática para se qualificar para os debates.[107]
- 12 de julho: Morning Consult divulga a primeira pesquisa de qualificação para o debate, com oito candidatos superando o limite de um por cento.[108]
- 13 de julho: Um Tribunal Distrital de Nevada decide contra o pedido do GOP estadual para bloquear a primária administrada pelo estado. Republicanos de Nevada indicam que irão boicotar a primária e realizar seu próprio caucus em uma data posterior.[109]
- 14 de julho: The Family Leader realiza sua cúpula de liderança em Des Moines, Iowa. O presidente Biden e Robert Kennedy foram convidados, mas declinaram a presença.[110]
- 15 de julho: A campanha de DeSantis demite vários membros da equipe em meio a dificuldades com arrecadação de fundos, de acordo com um relatório de uma fonte interna.[111]
- 15–16 de julho: Turning Point Action realiza sua conferência no Palm Beach County Convention Center na Flórida, com vários candidatos, incluindo Trump, participando do evento.[112]
- 16 de julho:
  - DeSantis afirma que consideraria a Governadora de Iowa Kim Reynolds como sua companheira de chapa se vencer a nomeação.[113]
  - Trump vence a pesquisa de intenção de voto da Turning Point Action Conference com 86% de apoio. Na pesquisa sobre o vice-presidente, Kari Lake venceu com 30%, com Byron Donalds com 24% e Ramaswamy com 22%.[114]
- 25 de julho: DeSantis e membros de sua equipe estão envolvidos em um acidente de carro nos arredores de Chattanooga, Tennessee; o governador não se feriu e um membro da equipe sofreu ferimentos leves.[115]
- 28 de julho: Candidatos republicanos comparecem ao Jantar Lincoln do GOP organizado pelo Partido Republicano de Iowa em Des Moines.[116]

### Agosto de 2023
- 1 de agosto: O ex-presidente Donald Trump é indiciado pela terceira vez por sua suposta participação em tentativas de reverter a eleição presidencial dos EUA de 2020.[117]
- 3 de agosto: O ex-presidente Donald Trump se entrega e se declara inocente de todas as quatro acusações de crime em um tribunal federal em Washington, D.C..[118]
- 4 de agosto: Chris Christie se torna o segundo candidato presidencial a visitar a Ucrânia.[119]
- 9 de agosto: Em uma entrevista na Newsmax, Trump afirma que não se comprometerá a apoiar o eventual candidato republicano, um dos requisitos para se qualificar para os debates primários.[120]
- 10 a 20 de agosto: A Iowa State Fair, uma parada tradicional para campanhas presidenciais, é realizada em Des Moines, com candidatos republicanos fazendo aparições ao longo do evento.[121]
- 11 de agosto: Merrick Garland nomeia David C. Weiss como conselheiro especial para investigar o filho do presidente Biden, Hunter Biden.[122]
- 14 de agosto:
  - O ex-presidente Donald Trump é indiciado pela quarta vez junto com 18 co-réus por um grande júri por tentar reverter os resultados da eleição na Geórgia.[123]
  - Os republicanos de Nevada definem 8 de fevereiro como a data para o caucus realizado pelo partido em protesto ao primário administrado pelo estado.[124]
- 18 de agosto: O The Gathering de Erick Erickson, com a presença de republicanos proeminentes, é realizado em Atlanta.[125]
- 19 de agosto:
  - O candidato libertário Chase Oliver fala no Des Moines Register Political Soapbox, tornando-se o primeiro candidato de terceiro partido a fazê-lo.[126]
  - Ramaswamy afirma que não aceitaria uma oferta para se tornar o candidato a vice-presidente republicano.[127]
- 20 de agosto:
  - Larry Hogan afirma que No Labels "muito provavelmente" lançará um candidato de terceiro partido se Biden e Trump vencerem suas respectivas nomeações partidárias.[128]
  - O senador republicano dos EUA Bill Cassidy pede a Trump que se retire da corrida após suas quatro acusações criminais.[129]
  - Trump confirma no Truth Social que não participará de nenhum debate primário.[130]
- 21 de agosto: O Comitê Nacional Republicano anuncia os oito candidatos que participarão do primeiro debate primário.[131]
- 23 de agosto: O primeiro debate primário presidencial republicano foi realizado no Fiserv Forum em Milwaukee, hospedado pelo Fox News.[132]
- 24 de agosto: O ex-presidente Trump se entrega na Geórgia e se torna o primeiro presidente com uma foto de ficha criminal.[133]
- 25 de agosto: O Secretário de Estado de New Hampshire David Scanlan começa a investigar a desqualificação de Donald Trump da cédula primária com base na Décima Quarta Emenda.[134]
- 29 de agosto:
  - Francis Suarez suspende sua campanha presidencial, tornando-se o primeiro grande candidato a fazê-lo.[135]
  - Em uma entrevista com Glenn Beck, Trump elogia Ramaswamy, apontando-o como um possível companheiro de chapa.[136]

### Setembro de 2023
- 6 de setembro: Um grupo de eleitores, liderado por Citizens for Responsibility and Ethics in Washington, entra com um processo em Denver para remover Trump da cédula na primária republicana de Colorado.[137]
- 7 de setembro:
  - A organizadora comunitária Claudia De la Cruz anuncia sua campanha como a indicada do Partido pelo Socialismo e Libertação.[138]
  - John Anthony Castro entra com um processo na Virgínia Ocidental desafiando o acesso de Trump à cédula na primária estadual.[139]
- 9 de setembro: Stephen Yagman entra com um processo para desqualificar Trump da cédula da primária da Califórnia.[140]
- 12 de setembro:
  - Um processo é movido em Minnesota alegando a inelegibilidade de Trump para a cédula primária devido à sua violação da Seção 3 da 14ª Emenda. Isso se torna um dos vários processos movidos em diversos estados com base na alegação de que Trump participou de uma insurreição durante seu envolvimento no ataque ao Capitólio de 6 de janeiro.[141]
  - O Presidente da Câmara Kevin McCarthy anuncia uma investigação de impeachment contra Joe Biden, alegando que ele se beneficiou de negócios com seu filho Hunter.[142]
- 13 de setembro: O Secretário Scanlan declara que não bloqueará Trump da cédula primária em New Hampshire.[143]
- 14 de setembro: Hunter Biden é indiciado por três acusações relacionadas a armas devolvidas por um grande júri federal em Wilmington (Delaware).[144]
- 16 de setembro:
  - Um homem armado que se passava por marshals é preso em um evento de campanha de Robert Kennedy Jr. em Los Angeles.[145]
  - A Iowa Faith and Freedom Coalition realiza seu banquete anual de outono em Des Moines.[146]
- 25 de setembro: O CNR anuncia que sete candidatos participarão do segundo debate primário, com Hutchinson não conseguindo se qualificar.[147]
- 27 de setembro: O segundo debate primário republicano foi realizado na Ronald Reagan Presidential Library em Simi Valley (California), apresentado por Fox Business.[148]
- 30 de setembro: A Free Speech for People entra com seu segundo processo para remover Trump da cédula primária, desta vez em Michigan.[149]

### Outubro de 2023
- 4 de outubro: O julgamento de New York v. Trump et al começa em Manhattan.
- 5 de outubro: Cornel West se retira das primárias do Partido Verde para concorrer como independente.[150]
- 6 de outubro: O DNC chega a um acordo com o Partido Democrata de Iowa, permitindo que os caucuses democráticos de Iowa sejam realizados primeiro em 15 de janeiro de 2024, mas a votação em candidatos presidenciais também será feita por meio de cédulas pelo correio até o Super Tuesday, 5 de março de 2024.[151]
- 9 de outubro:
  - Robert F. Kennedy Jr. se retira das primárias democráticas e lança uma campanha independente.[152]
  - Will Hurd se retira da primária republicana, endossando a campanha de Nikki Haley.[153]
- 12 de outubro: O comentarista progressista Cenk Uygur anuncia sua campanha presidencial. Apesar de seu anúncio, Uygur é inelegível para servir como presidente devido ao fato de ter nascido na Turquia de pais não cidadãos dos Estados Unidos.[154]
- 13 de outubro: Corey Stapleton se retira da primária republicana.[155]
- 13–14 de outubro: A Cúpula de Liderança "First in the Nation" é realizada em Nashua, em Nova Hampshire.[156]
- 16 de outubro: A campanha de Biden lança uma conta no Truth Social.[157]
- 20 de outubro:
  - O advogado pessoal de Kanye West afirma que ele não está mais concorrendo à presidência.[158]
  - Perry Johnson se retira da corrida presidencial após não conseguir se qualificar para os debates.[159]
- 24 de outubro: Com os oficiais do estado de New Hampshire seguindo adiante de acordo com a lei estadual que os obriga a realizar a primeira primária do país, negando o pedido do DNC para realizá-la após a de South Carolina, a gerente de campanha de Biden, Julie Chávez Rodriguez, declara que ele não aparecerá na cédula primária de Nova Hampshire.[160]
- 26 de outubro:
  - Larry Elder suspende sua campanha presidencial e endossa Trump.[161]
  - Um homem tenta invadir a residência de Robert F. Kennedy Jr. em Brentwood e é preso pelo Departamento de Polícia Municipal.[162]
  - O deputado Dean Phillips apresenta a documentação para concorrer contra o presidente Biden pela nomeação democrata.[163]
- 27 de outubro: Dean Phillips lança sua campanha presidencial em Concord, Nova Hampshire.[164]
- 27–29 de outubro: A Coalizão Judaica Republicana (CJR) realiza sua Cúpula Anual de Liderança em Las Vegas.[165]
- 28 de outubro: Mike Pence suspende sua campanha presidencial, fazendo seu anúncio na cúpula do CJR.[166]

### Novembro de 2023
- 4 de novembro: O Florida Freedom Summit é realizado em Kissimmee, hospedado pelo GOP estadual.[167]
- 8 de novembro: O terceiro debate primário presidencial republicano é realizado em Miami.[168]
- 9 de novembro: A ativista Jill Stein, a candidata do Partido Verde em 2012 e 2016, anuncia sua candidatura à presidência.[169]
- 12 de novembro: Tim Scott anuncia a suspensão de sua campanha presidencial na Fox News.[170]
- 13 de novembro: O National Review pede que Christie e Burgum se retirem da corrida após a retirada de Pence e Scott, citando seus baixos números nas pesquisas.[171]
- 14 de novembro: Um juiz do Tribunal de Reivindicações de Michigan decide que Trump permanecerá na cédula primária do estado.[172]
- 15 de novembro: A data da primária presidencial de New Hampshire é marcada para 23 de janeiro de 2024, desafiando o cronograma planejado pelo DNC.[173]
- 17 de novembro: Um juiz distrital do Colorado rejeita uma tentativa de remover Trump da cédula primária do estado.[174]
- 30 de novembro:
  - DeSantis participa de um debate televisionado com o Governador da Califórnia Gavin Newsom, hospedado na Fox News e moderado por Sean Hannity.[175]
  - O Partido Democrata da Flórida submete apenas Biden como candidato ao Secretário de Estado da Flórida, cancelando efetivamente a primária do estado.[176]

### Dezembro de 2023
- 2 de dezembro: Líderes muçulmanos americanos lançam a campanha #AbandonBiden em Dearborn, em resposta à conduta de Biden na Guerra Israel-Hamas.
- 4 de dezembro: Doug Burgum suspende sua campanha presidencial após não conseguir se qualificar para o próximo debate.
- 5 de dezembro: Kennedy entra com um processo contra a vice-governadora de Utah Deidre Henderson e o diretor de eleições do estado, alegando que o prazo antecipado de inscrição do estado impede que candidatos independentes tenham acesso à cédula eleitoral.
- 6 de dezembro: O quarto debate primário presidencial republicano é realizado na University of Alabama em Tuscaloosa.
- 7 de dezembro:
  - O Lesser-Known Candidates Forum foi realizado no Instituto de Política de Nova Hampshire. Vinte candidatos menores, tanto republicanos quanto democratas, estiveram presentes.
  - Ramaswamy se encontra com oficiais do Partido Libertário de Iowa para investigar a possibilidade de concorrer como libertário.
- 8 de dezembro: Casey DeSantis pede aos eleitores de fora de Iowa que participem das caucuses do estado, o que alguns interpretam como um incentivo ao voto ilegal.
- 9 de dezembro: O congressista Randy Feenstra hospeda o evento Faith and Family with the Feenstras em Sioux Center (Iowa).
- 11 de dezembro: Tyler Anderson de Dover, é preso e acusado de ameaçar matar Ramaswamy após sua equipe de segurança notificar a polícia local sobre mensagens de texto enviadas para a campanha.
- 11 de dezembro: O ex-prefeito de Bellflower, Art Olivier, entra na disputa pela nomeação presidencial do Partido Libertário.
- 16–19 de dezembro: AmericaFest 2023 é realizado pela Turning Point USA no Phoenix Convention Center em Phoenix, no Arizona.
- 19 de dezembro: Em sua decisão em Anderson v. Griswold, a Suprema Corte do Colorado declara que Trump está inelegível para aparecer na cédula primária estadual, tornando-se a primeira vez que um candidato presidencial é desqualificado com base na Décima Quarta Emenda. O tribunal emite imediatamente uma suspensão de sua decisão, aguardando apelações ao Supremo Tribunal dos EUA.
- 28 de dezembro:
  - A secretária de Estado do Maine Shenna Bellows desqualifica Trump da cédula estadual. A decisão foi pausada, aguardando uma possível apelação no tribunal estadual.
  - A secretária de Estado da Califórnia Shirley Weber certifica Trump para a cédula estadual, apesar dos pedidos de remoção da vice-governadora Eleni Kounalakis e de outros oficiais estaduais.
- 30 de dezembro: A campanha #AbandonBiden anuncia planos de expansão para todos os cinquenta estados.

## 2024

### Janeiro de 2024
- 5 de janeiro: A Suprema Corte dos Estados Unidos concorda em ouvir a apelação de Trump da decisão de removê-lo da cédula primária do Colorado.
- 7 de janeiro: O Iowa Brown and Black Forum, agendado para 13 de janeiro, é cancelado, pois não foram recebidas respostas suficientes.
- 8 de janeiro: O New England College hospeda um debate entre Williamson e Phillips em Manchester.
- 10 de janeiro:
  - Chris Christie suspende sua campanha presidencial após não conseguir se qualificar para o próximo debate.
  - O quinto debate primário presidencial republicano é realizado na Drake University em Des Moines, Iowa, hospedado pela CNN.
  - Em um town hall da Fox News, Trump afirma que já escolheu seu companheiro de chapa, mas se recusa a dizer quem é.
- 12 de janeiro:
  - A votação por correio para as caucuses democratas em Iowa começa.
  - O senador Rand Paul lança o site "Never Nikki".
- 15 de janeiro: Caucuses de Iowa
  - Trump vence as caucuses republicanas de Iowa, a primeira disputa das primárias republicanas.
  - Vivek Ramaswamy, que terminou em quarto lugar, suspende sua campanha presidencial e endossa Trump.
- 16 de janeiro:
  - Asa Hutchinson suspende sua campanha presidencial após terminar em sexto lugar nas caucuses de Iowa e endossa Haley.
  - Kennedy anuncia a formação do Partido Nós, o Povo em um esforço para obter acesso às cédulas eleitorais.
  - O sexto debate primário presidencial republicano, agendado para ser realizado no Saint Anselm College em Goffstown em 18 de janeiro e hospedado pela ABC News, é cancelado.
- 17 de janeiro: O sétimo debate primário presidencial republicano, agendado para ser realizado no Saint Anselm College em 21 de janeiro e hospedado pela CNN, é cancelado.
- 21 de janeiro: Ron DeSantis suspende sua campanha presidencial e endossa Trump.
- 22 de janeiro: O procurador-geral de Nova Hampshire começa a investigar um audio deepfake robocall do Presidente Biden que encorajava as pessoas a não votarem na primária do estado.
- 23 de janeiro: Primárias presidenciais de Nova Hampshire
  - O Presidente Biden vence a primária democrata de Nova Hampshire não vinculativa através de votos por escrito.
  - Trump vence a primária republicana de Nova Hampshire.
- 25 de janeiro: O Partido Progressivo de Oregon indica Cornel West para a cédula estadual.
- 31 de janeiro: Cornel West anuncia a formação do Partido Justiça para Todos para expandir seu acesso às cédulas eleitorais.

### Fevereiro de 2024
- 3 de fevereiro: O presidente Biden vence a primária democrata da Carolina do Sul.[177]
- 6 de fevereiro: Primárias presidenciais de Nevada (organizadas pelo estado).[178]
  - O presidente Biden vence a primária democrata de Nevada.[179]
  - Nikki Haley vence a primária republicana não vinculativa de Nevada, embora "Nenhum Desses Candidatos" tenha recebido a maioria dos votos.[180]
- 7 de fevereiro: A candidata democrata Marianne Williamson desiste da corrida.[181]
- 8 de fevereiro: Trump vence as primárias republicanas organizadas pelo partido em Nevada e nas Ilhas Virgens dos Estados Unidos.[182][183]
- 11 de fevereiro: Um super PAC apoiando Robert F. Kennedy Jr. exibe um comercial durante o Super Bowl LVIIIbaseado em um anúncio da campanha presidencial de John F. Kennedy em 1960, causando controvérsia dentro da família Kennedy.[184]
- 21 de fevereiro: Trump reconhece a existência de uma lista de possíveis candidatos a vice-presidente e nomeia seis candidatos em um encontro público apresentado por Laura Ingraham.[185]
- 24 de fevereiro:
  - Trump vence a primária republicana da Carolina do Sul.[186]
  - Na votação de opinião para vice-presidente do CPAC 2024, Ramaswamy e Kristi Noem empatam em primeiro lugar, com Tulsi Gabbard em segundo.[187]
- 25 de fevereiro: Kennedy fala em uma convenção realizada pelo Partido Libertário da Califórnia, alimentando especulações sobre sua possível candidatura libertária.[188]
- 26 de fevereiro: A presidente do RNC Ronna McDaniel e o vice-presidente Drew McKissick anunciam suas renúncias de seus respectivos cargos, com efeito a partir de 8 de março.[189]
- 27 de fevereiro: Primárias presidenciais de Michigan.[178]
  - O presidente Biden vence a primária democrata de Michigan.[190]
  - Trump vence a primária republicana de Michigan.[191]
  - O Partido da Igualdade Socialista anuncia sua chapa presidencial: Joseph Kishore para presidente e Jerry White para vice-presidente.[192]
- 28 de fevereiro:
  - A juíza do Circuito do Condado de Cook, Illinois, Tracie Porter, declara que Trump é inelegível para aparecer na cédula eleitoral do estado. Esta decisão também está suspensa pendente de um possível recurso.[193]
  - Marianne Williamson reentra na corrida após os resultados da primária de Michigan.[194]
- 29 de fevereiro: A Fundação para Eleições Livres e Igualitárias organiza um debate multipartidário no Chelsea Studios em Nova Iorque, moderado por Christina Tobin.[195]

### Março de 2024
- 1 de março: A primária republicana no Distrito de Colúmbia começa.
- 2 de março: Trump vence os caucus de Idaho,[196] Michigan,[197] e Missouri.[198]
- 3 de março: Haley é anunciada como vencedora da primária republicana no Distrito de Colúmbia.[199]
- 4 de março:
  - A Suprema Corte dos EUA decide por unanimidade em Trump v. Anderson que os esforços do estado do Colorado, juntamente com Illinois e Maine, para remover Trump da cédula eleitoral, de acordo com a Décima Quarta Emenda, são inconstitucionais. Em uma decisão per curiam, a maioria decidiu que esse era um poder exclusivo do Congresso.[200]
  - Trump vence os caucus republicanos de Dakota do Norte.[201]
- 5 de março: Super Terça-feira
  - Primárias democratas:
    - O presidente Biden vence quinze estados: Alabama, Arkansas, Califórnia, Colorado, Iowa, Maine, Massachusetts, Minnesota, Carolina do Norte, Oklahoma, Tennessee, Texas, Utah, Vermont e Virgínia.
    - O empresário Jason Palmer vence os caucus democratas da Samoa Americana.[202]

  - Primárias republicanas:
    - Trump vence quatorze estados: Alabama, Alasca, Arkansas, Califórnia, Colorado, Maine, Massachusetts, Minnesota, Carolina do Norte, Oklahoma, Tennessee, Texas, Utah e Virgínia.[203]
    - Haley vence a primária de Vermont.[204]
- 6 de março:
  - Nikki Haley suspende sua campanha após seu desempenho ruim na Super Terça-feira.[205]
  - Dean Phillips suspende sua campanha e endossa Biden.[206]
- O presidente Biden vence os caucus democratas do Havaí.[207]
- 8 de março:
  - Michael Whatley e Lara Trump são eleitos como presidente e vice-presidente do Comitê Nacional Republicano, respectivamente.[208]
  - Trump vence os caucuses republicanos da Samoa Americana.[209]
- 12 de março:
  - O presidente Biden vence as primárias da Geórgia, Mississippi, Ilhas Marianas do Norte e Washington, conquistando delegados suficientes para se tornar o provável candidato do Partido Democrata.[210]
  - Trump vence as primárias da Geórgia, Havaí, Mississippi e Washington, conquistando delegados suficientes para se tornar o provável candidato do Partido Republicano.[211]
- 15 de março: Trump vence os caucuses republicanos das Ilhas Marianas do Norte.[212]
- 16 de março: Trump vence os caucuses republicanos de Guam.[213]
- 19 de março:
  - O presidente Biden vence as primárias da Arizona, Flórida, Illinois, Kansas e Ohio.[214]
  - Trump vence as primárias da Arizona, Flórida, Illinois, Kansas e Ohio.[214]
- 22 de março: A primária democrata de Dakota do Norte começa, com a votação ocorrendo quase inteiramente por correio.[215]
- 23 de março:
  - O presidente Biden vence as primárias da Luisiana e Missouri.[216][217]
  - Trump vence a primária republicana da Louisiana.[218]
- 25 de março: A presidente do Comitê Nacional Libertário, Angela McArdle, confirma que está em conversas com Kennedy para buscar a nomeação libertária.[219]
- 26 de março: Kennedy anuncia Nicole Shanahan, advogada e tecnóloga, como sua companheira de chapa em um evento em Oakland, Califórnia.[220]
- 30 de março: O presidente Biden vence a primária democrata de Dakota do Norte.[221]

### Abril de 2024
- 2 de abril:
  - O presidente Biden vence as primárias democratas em Connecticut, Nova York, Rhode Island, Wisconsin[222] e Delaware.[223]
  - Trump vence as primárias republicanas em Connecticut, Nova York, Rhode Island e Wisconsin.[222]

- 10 de abril: Cornel West anuncia Melina Abdullah como sua candidata a vice-presidente em uma aparição no The Tavis Smiley Show.[224]
- 13 de abril:
  - O presidente Biden vence os caucuses democratas em Wyoming[225] e a primária no Alasca.[226]
  - Kennedy descarta concorrer como candidato do Partido Libertário.[227]

- 14 de abril: Várias grandes organizações de notícias assinam uma carta aberta a Biden e Trump, instando-os a participar dos debates das eleições gerais.[228]
- 15 de abril: O julgamento de Nova York v. Donald Trump começa.[229]
- 18–20 de abril: Trump vence os caucuses republicanos em Wyoming.[230]
- 21 de abril: Trump vence as primárias republicanas em Porto Rico.[231]
- 23 de abril: Primárias presidenciais na Pensilvânia
  - O presidente Biden vence as primárias democratas na Pensilvânia.[232]
  - Trump vence as primárias republicanas na Pensilvânia.[233]

- 24–27 de abril: A Convenção Nacional do Partido da Constituição de 2024 é realizada em Salt Lake City, Utah.[234][235]
- 25 de abril: O julgamento de Trump v. Estados Unidos começa.
- 26 de abril:
  - O presidente Biden declara em uma entrevista com Howard Stern que está disposto a participar dos debates das eleições gerais com Trump.[236]
  - O Secretário de Estado dos Estados Unidos Antony Blinken afirma em uma entrevista que os EUA têm evidências de que a China está tentando "influenciar e possivelmente interferir" nas eleições de 2024.[237]

- 27 de abril:
  - O ativista anti-aborto Randall Terry é selecionado como candidato presidencial do Partido da Constituição, com o pastor Stephen Broden como seu companheiro de chapa.[238]
  - Jill Stein está entre mais de 80 pessoas presas na Universidade Washington em St. Louis durante os protestos da guerra Israel-Hamas nas universidades dos Estados Unidos.[239]

- 28 de abril:
- O presidente Biden vence as primárias democratas em Porto Rico.[240]
- Trump e DeSantis realizam uma reunião privada em Miami, organizada pelo corretor de imóveis Steve Witkoff.[241]

### Maio de 2024
- 2 de maio: Relatórios indicam que Trump reduziu sua lista de possíveis companheiros de chapa para quatro indivíduos e realizará reuniões privadas com eles em Mar-a-Lago. Burgum e Scott estão na lista, juntamente com os senadores dos EUA Marco Rubio da Flórida e J. D. Vance de Ohio.
- 7 de maio: Primárias presidenciais de Indiana
  - O presidente Biden vence as primárias democratas de Indiana.
  - Trump vence as primárias republicanas de Indiana.
- 14 de maio:
  - O presidente Biden vence as primárias de Maryland, Nebraska e Virgínia Ocidental.
  - Trump vence as primárias de Maryland, Nebraska e Virgínia Ocidental.
- 15 de maio:
  - A CNN anuncia um debate presidencial entre Biden e Trump para 27 de junho, antes das convenções de nomeação dos republicanos e democratas, enquanto a ABC News anuncia outro debate para 10 de setembro.
  - O CNR anuncia que Randy Evans, Russell Vought e Ed Martin liderarão o comitê de plataforma para a convenção nacional em julho.
- 21 de maio:
  - O presidente Biden vence as primárias de Kentucky e Oregon.
  - Trump vence as primárias de Kentucky e Oregon.
- 23 de maio: O presidente Biden vence os caucuses democratas de Idaho.
- 24 de maio: Começa a Convenção Nacional Libertária em Washington, D.C.
- 25 de maio: Trump discursa na Convenção Nacional Libertária e é recebido com reação negativa da audiência.
- 26 de maio: Após sete rodadas de votação, Chase Oliver é escolhido como candidato presidencial do Partido Libertário, com Mike ter Maat como seu companheiro de chapa. Kennedy foi eliminado na primeira rodada, enquanto Trump não era elegível para a nomeação.
- 30 de maio: Trump é considerado culpado em todas as 34 acusações em seu julgamento em Nova York, tornando-se o primeiro presidente dos EUA condenado por um crime.

### Junho de 2024
- 4 de junho:
  - O presidente Biden vence as primárias de Distrito de Columbia, Montana, Nova Jérsia, Novo México e Dakota do Sul.
  - Trump vence as primárias de Montana, Nova Jérsia e Novo México, enquanto a primária de Dakota do Sul foi cancelada.
- 8 de junho: O presidente Biden vence os caucuses democratas de Guam e Ilhas Virgens dos EUA.
- 11 de junho: Marianne Williamson encerra sua campanha após o fim das primárias democratas.
- 13 de junho: Trump realiza uma reunião com os principais CEOs, incluindo Tim Cook, Jamie Dimon e Doug McMillon.
- 27 de junho: Biden e Trump realizam seu primeiro debate de campanha organizado pela CNN em Atlanta, antes das convenções de nomeação. A performance de Biden é recebida com pedidos para que ele suspenda sua campanha.

### Julho de 2024
- 1º de julho: A Suprema Corte dos EUA emite uma decisão de 6–3 em Trump v. Estados Unidos, alinhada ideologicamente, determinando que Trump tinha imunidade absoluta para atos cometidos como presidente dentro de seu âmbito constitucional central, pelo menos imunidade presumida para atos oficiais dentro do perímetro externo de sua responsabilidade oficial, e nenhuma imunidade para atos não oficiais.[242][243][244] A data de sentença de Trump por suas condenações em Nova York é subsequentemente adiada de julho para setembro de 2024,[245] e é provável que as datas dos julgamentos nos outros casos de Trump também sejam adiadas, para revisar a aplicabilidade da decisão da Suprema Corte.[246][247]
- 2 de julho:
  - Eliza Cooney acusa Kennedy de múltiplos casos de assédio sexual enquanto trabalhou para sua família como babá na década de 1990.[248]
  - O Representante Lloyd Doggett torna-se o primeiro membro democrático do Congresso a pedir publicamente que o Presidente Biden se retire da corrida.[249]
  - Marianne Williamson reentra na corrida presidencial e pede uma convenção aberta.[250]
- 3 de julho: O Representante Raúl Grijalva pede para Biden se retirar da corrida.[251]
- 4 de julho: O Representante Seth Moulton pede para Biden se retirar da corrida.[251]
- 5 de julho:
  - Em uma entrevista com George Stephanopoulos na ABC News, o Presidente Biden afirma que não encerrará sua candidatura.[252]
  - O Representante Mike Quigley pede para Biden se retirar da corrida.[251]
- 6 de julho: O Representante Angie Craig pede para Biden se retirar da corrida.[251]
- 8 de julho:
  - O Presidente Biden aparece no Morning Joe para expressar sua frustração com os "elites" e insistir que não está considerando encerrar sua candidatura.[253]
  - O Representante Adam Smith pede para Biden se retirar da corrida.[251]
- 9 de julho: O Representante Mikie Sherrill pede para Biden se retirar da corrida.[251]
- 10 de julho: Os representantes Pat Ryan e Earl Blumenauer pedem que Biden se retire da corrida. O senador Peter Welch também pede a retirada de Biden, tornando-se o primeiro senador a fazê-lo.
- 11 de julho:
  - O presidente Biden realiza uma coletiva de imprensa ao final da cúpula da OTAN em Washington para abordar sua capacidade de continuar no cargo e concorrer à reeleição. Ele comete múltiplos erros enquanto fala.
  - Os deputados Hillary Scholten, Brad Schneider, Ed Case, Greg Stanton, Marie Gluesenkamp Perez, Jim Himes, Scott Peters e Eric Sorenson pedem que Biden se retire da corrida.
- 12 de julho:
  - A Free & Equal realiza o segundo debate multipartidário no FreedomFest em Las Vegas.
  - Os representantes Brittany Pettersen e Mike Levin pedem que Biden se retire da corrida.
- 13 de julho: Trump é baleado na orelha em uma tentativa de assassinato durante um comício de campanha em Butler, Pensilvânia. Um espectador e o atirador são mortos e outros dois são feridos.
- 15 de julho:
  - A Convenção Nacional Republicana de 2024 começa em Milwaukee, Wisconsin. O tema do primeiro dia é "Fazer a América Rica Novamente."
  - Trump anuncia o senador J. D. Vance como seu candidato a vice-presidente, pouco antes de ser confirmado como o indicado presidencial republicano.
  - O presidente do Partido Republicano de Iowa, Jeff Kaufmann, nomeia formalmente Trump para presidente, enquanto o vice-governador de Ohio, Jon Husted, nomeia Vance para vice-presidente.
- 17 de julho:
  - Biden diz que consideraria se afastar se fosse diagnosticado oficialmente com uma condição médica.
  - Biden testa positivo para COVID-19.
  - O representante Adam Schiff pede que Biden se retire da corrida.
  - A ex-líder da bancada democrata na Câmara, Nancy Pelosi, diz a Biden que ele não pode vencer e que sua permanência prejudicaria a corrida na Câmara.
  - O líder da maioria no Senado, Chuck Schumer, pede que Biden se retire da corrida em uma reunião.
  - O DNC adia um plano para nomear Biden antes de agosto após preocupações do líder da minoria da Câmara, Hakeem Jeffries, e do líder da maioria no Senado, Chuck Schumer.
  - J.D. Vance faz um discurso no terceiro dia da RNC.
- 18 de julho:
  - Trump faz um discurso no último dia da CNR.
  - O representante Jamie Raskin e o senador Jon Tester pedem que Biden se retire da corrida.
- 19 de julho: Os senadores Martin Heinrich e Sherrod Brown pedem que Biden se retire da corrida. Os representantes Marc Veasey, Jared Huffman, Chuy Garcia, Mark Pocan, Zoe Lofgren, Sean Casten, Greg Landsman, Betty McCollum, Kathy Castor, Morgan McGarvey e Gabe Vasquez também pedem a retirada de Biden.
- 21 de julho:
  - Biden anuncia sua retirada da corrida, necessitando do início de um "processo de transição de emergência" para a nomeação democrata.
  - A vice-presidente Kamala Harris anuncia sua candidatura à presidência.
  - O Biden Victory Fund informa à Comissão Federal de Eleições sobre sua conversão para um "Harris Victory Fund".
  - Ocorrências de chamadas de emergência por Zoom entre os delegados da convenção. Harris recebeu o apoio de muitos deles até o final do dia.
  - O Congressional Black Caucus endossa Harris.[254]
  - Harris recebe uma cascata de endossos de governadores e membros do Congresso.
  - Trump e Vance pedem a renúncia de Biden como presidente.
- 22 de julho: Após uma pesquisa com delegados democratas realizada pela Associated Press, Kamala Harris torna-se a nova candidata presidencial presumida do Partido Democrata.
- 23 de julho: A diretora do Serviço Secreto, Kimberly Cheatle, renuncia após uma audiência no Congresso sobre a tentativa de assassinato de Donald Trump. Ela é imediatamente substituída por seu diretor-adjunto, Ronald L. Rowe, Jr., no mesmo dia.[255]

### Agosto de 2024
- 7 de agosto: Prazo possível para a finalização dos nomes dos candidatos devido ao Secretário de Estado de Ohio para impressão nas cédulas e materiais eleitorais; pode ser estendido até 1º de setembro.
- 15 a 18 de agosto: A Convenção Nacional do Partido Verde de 2024 está programada para ser realizada online.
- 19 a 22 de agosto: A Convenção Nacional Democrata de 2024 está programada para ser realizada em Chicago, Illinois.